# Cupa Moldovei 2014-2015
La Cupa Moldovei 2014-2015 è stata la 24ª edizione della coppa nazionale moldava, che è iniziata il 23 agosto 2014 (con gli incontri del primo turno preliminare) ed è terminata il 24 maggio 2015 con la finale. Lo Sheriff Tiraspol ha vinto il trofeo per l'ottava volta nella sua storia.

## Formula
Il torneo si svolge con turni ad eliminazione diretta in gara unica. Nei turni preliminari si affrontano le squadre militanti in Divizia B e Divizia A con gli accoppiamenti stabiliti in base a criteri geografici. A partire dai sedicesimi di finale entrano nella competizione quattro club della massima serie con i rimanenti già qualificati agli ottavi di finale.

## Primo turno preliminare
| Squadra 1        | Risultato             | Squadra 2       |
| ---------------- | --------------------- | --------------- |
| 23 agosto 2014   |                       |                 |
| Iskra-Stal       | 0 - 2                 | Dava Soroca     |
| Spicul Copceac   | 3 - 0                 | Florești        |
| Grănicerul       | 2 - 3 (dts)           | Fălești         |
| Speranța Drochia | 3 - 2 (dts)           | Rîşcani         |
| Boldurești       | 4 - 2                 | Codru Călărași  |
| ȘSSRF            | 1 - 0                 | CFR Ialoveni    |
| Olan Olănești    | 3 - 1                 | Anina-ŞS        |
| 24 agosto 2014   |                       |                 |
| Ungheni          | 0 - 0 (dts) (1-3 dcr) | Codru Junior    |
| ȘS Ialoveni      | 1 - 4                 | Cricova         |
| Sparta Selemet   | 3 - 2                 | Sinteza Căuşeni |
| Congaz           | 0 - 3                 | Prut Leova      |
| Trachia Taraclia | 1 - 1 (dts) (4-5 dcr) | Maiak Chirsova  |
| Cahul            | 1 - 1 (dts) (4-0 dcr) | Slobozia Mare   |

## Secondo turno preliminare
| Squadra 1        | Risultato   | Squadra 2    |
| ---------------- | ----------- | ------------ |
| 30 agosto 2014   |             |              |
| Dava Soroca      | 1 - 3       | Sîngerei     |
| Spicul Copceac   | 2 - 1       | Fălești      |
| Speranța Drochia | 5 - 1       | Codru Junior |
| ȘSSRF            | 3 - 2 (dts) | Boldurești   |
| 31 agosto 2014   |             |              |
| Olan Olănești    | 1 - 4       | Cricova      |
| Sparta Selemet   | 1 - 0       | Prut Leova   |
| Maiak Chirsova   | 3 - 4       | Cahul        |

## Primo turno
| Squadra 1        | Risultato             | Squadra 2          |
| ---------------- | --------------------- | ------------------ |
| 7 settembre 2014 |                       |                    |
| Sîngerei         | 2 - 1 (dts)           | Real Succes        |
| Spicul Copceac   | 1 - 0                 | Budăi              |
| Speranța Drochia | 1 - 3                 | Edineț             |
| ȘSSRF            | 1 - 2                 | Intersport Aroma   |
| Cricova          | 0 - 3                 | Speranța Nisporeni |
| Sparta Selemet   | 2 - 5                 | Găgăuzia           |
| Cahul            | 3 - 3 (dts) (5-6 dcr) | Petrocub           |

## Secondo turno
| Squadra 1          | Risultato   | Squadra 2   |
| ------------------ | ----------- | ----------- |
| 23 settembre 2014  |             |             |
| Speranța Nisporeni | 1 - 0       | Saxan       |
| Victoria Bardar    | 0 - 2 (dts) | Academia    |
| 24 settembre 2014  |             |             |
| Spicul Copceac     | 1 - 2       | Sîngerei    |
| Sfîntul Gheorghe   | 0 - 3       | Zarea Bălți |

## Terzo turno
| Squadra 1          | Risultato | Squadra 2        |
| ------------------ | --------- | ---------------- |
| 28 ottobre 2014    |           |                  |
| Costuleni          | 6 - 1     | Edineț           |
| Intersport Aroma   | 0 - 1     | Milsami Orhei    |
| Speranța Nisporeni | 0 - 2     | Tiraspol         |
| Dinamo-Auto        | 4 - 0     | Zarea Bălți      |
| 29 ottobre 2014    |           |                  |
| Academia           | 0 - 4     | Sheriff Tiraspol |
| Găgăuzia           | 0 - 10    | Zimbru Chișinău  |
| Dacia Chișinău     | 3 - 0     | Petrocub         |
| Sîngerei           | 1 - 4     | Veris Chișinău   |

## Quarti di finale
| Squadra 1       | Risultato             | Squadra 2        |
| --------------- | --------------------- | ---------------- |
| 2 dicembre 2014 |                       |                  |
| Dinamo-Auto     | 0 - 3                 | Dacia Chișinău   |
| 3 dicembre 2014 |                       |                  |
| Veris Chișinău  | 0 - 1 (dts)           | Sheriff Tiraspol |
| Tiraspol        | 0 - 0 (dts) (4-3 dcr) | Zimbru Chișinău  |
| Costuleni       | Canc.                 | Milsami Orhei    |

## Semifinali
| Squadra 1        | Risultato             | Squadra 2     |
| ---------------- | --------------------- | ------------- |
| 29 aprile 2015   |                       |               |
| Sheriff Tiraspol | 3 - 0                 | Milsami Orhei |
| Dacia Chișinău   | 1 - 1 (dts) (6-5 dcr) | Tiraspol      |

## Finale
| Arbitro: | Oliver Drachta |

|                                        |           |                              |
| Juninho Potiguar 9’ Iurcu 52’ Isa 109’ | Marcatori | 65’ (aut.) Juric 90+4’ Leucă |